# Ivan Nifontov
Ivan Nifontov(5 de junho de 1987) é um judoca russo, campeão europeu e campeão mundial. Foi medalhista de bronze nos Jogos Olímpicos de 2012.